# Médaille commémorative des campagnes d'Afrique 1914–1917

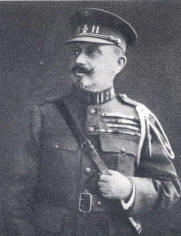
Le lieutenant général Charles baron Tombeur de Tabora, un récipiendaire de la médaille commémorative des campagnes d'Afrique 1914–1917

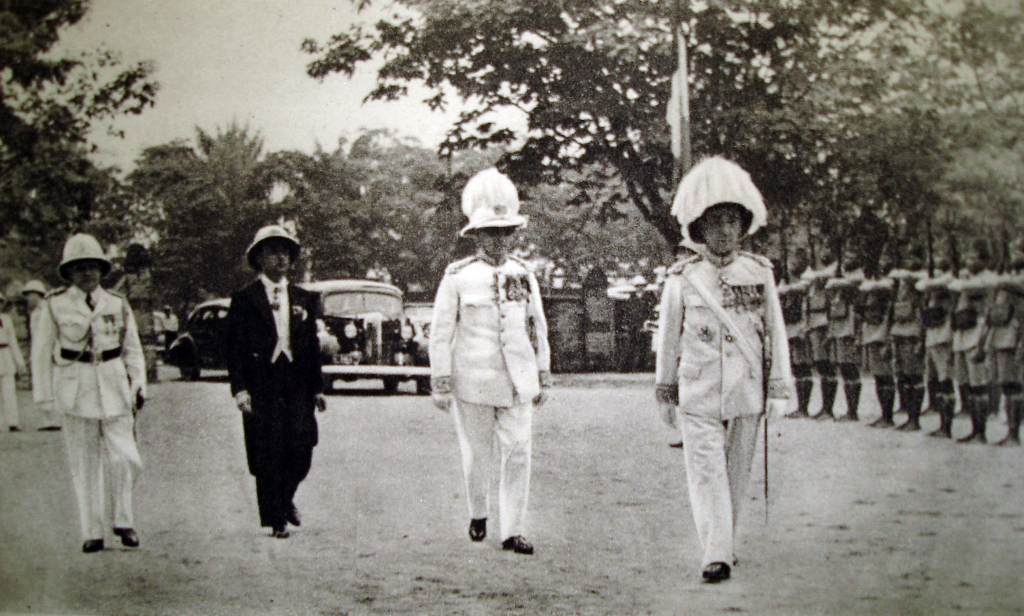
Gouverneur Pierre Ryckmans, un récipiendaire de la médaille commémorative des campagnes d'Afrique 1914–1917

La médaille commémorative des campagnes d'Afrique 1914–1917 (néerlandais : Herinneringsmedaille van de Afrikaanse Veldtochten 1914-1917) était une médaille militaire commémorative belge créée par arrêté royal le 21 février 1917 pour reconnaître le service militaire sur le continent africain durant la Première Guerre mondiale.
Elle était décernée en argent aux militaires belges et en bronze aux membres du personnel indigène qui participèrent aux campagnes militaires au Cameroun, en Rhodésie, en Afrique orientale allemande et sur les frontières orientales du Congo belge entre 1914 et 1918.  En 1931, l'agrafe « Mahenge » fut créée et décernée aux participants de la campagne de 1917 qui débuta à Tanganyika en Afrique orientale allemande aboutissant avec la prise de la ville de Mahenge.
La médaille fut produite en deux versions différentes, la version de type 1 portait les millésimes 1914-1916 au revers, celle de type 2 portait les millésimes 1914-1917.

## Insigne
La médaille commémorative des campagnes d'Afrique 1914–1917 était une médaille circulaire d'un diamètre de 31 mm frappée en argent (pour les Belges) et en bronze (pour les Africains) et surmontée d'une couronne royale d'une largeur de 14 mm et d'une hauteur de 12 mm.  La médaille avait un rebord soulevé à l'avers et au revers.  L'avers portait l'image en relief d'un lion, ses pattes de devant sur un rocher, sur le côté gauche du lion, la base d'une montagne, sur la droite, de la flore tropicale.  Au-dessus de la tête du lion, juste en dessous du rebord supérieur de la médaille, une petite étoile à cinq pointes.  Sur le revers au haut, une  étoile à cinq pointes entre les millésimes « 1914 * 1916 » pour une médaille de type 1, ou les millésimes « 1914 * 1917 » dans le cas d'une médaille de type 2.  Trois branches de laurier, deux horizontales et une verticale, sont partiellement recouvertes par les noms sur neuf lignes des endroits où les combats prirent part:
- KAMERUN
- OUESSO ASSOBAM
- MULUNDU JAUNDE
- AFRIQUE ORIENTALE ALLEMANDE
- KIGALI
- NYANSA UDJIJI
- USUMBURA BIARAMULO
- KITEGA ST MICHEAL
- TABORA

La médaille était suspendue par un anneau au travers d'un anneau de suspension au haut de la médaille, à un ruban de soie moirée bleu pâle d'une largeur de 38 mm avec des bandes jaunes longitudinales au rebord du ruban.

## Récipiendaires  illustres (liste partielle)
- Général-major Lucien Van Hoof (général-médecin)
- Général Charles Henri Marie Ernest Tombeur de Tabora
- Colonel le chevalier Armand Huygué de Mahenge
- Gouverneur général Pierre Ryckmans
- Lieutenant-général Paul Ermens
- Général-major Léopold Bataille
- Colonel Auguste Marchant

## Sources
- Quinot H., 1950, Recueil illustré des décorations belges et congolaises, 4e édition. (Hasselt)
- Cornet R., 1982, Recueil des dispositions légales et réglementaires régissant les ordres nationaux belges. 2e Ed. N.pl., (Bruxelles)
- Borné A.C., 1985, Distinctions honorifiques de la Belgique, 1830-1985 (Bruxelles)